# Still (Wolverine)
Still is het vierde studioalbum van Wolverine. De band kende een aantal jaren een stabiele samenstelling. Die trok opnieuw de Spacelab geluidsstudio van Everon in. In aanvulling daarop werd ook elders opgenomen bijvoorbeeld de drumpartijen bij Lobsjer in Söderhamn. Gedurende de opnamen kwam de band in conflict met Earache Records en er moest (opnieuw) naar een ander platenlabel gezocht worden. De mastering werd verzorgd door Eroc, voorheen Grobschnitt. Na dit album kreeg de band opnieuw te maken met ellende op het persoonlijke vlak; het volgend album verscheen pas in 2011.

## Musici
- Andreas Haglien – toetsinstrumenten
- Per Broddesson – gitaar
- Thomas Jansson – basgitaar, contrabas
- Marcus Lobsjer – slagwerk, grunts
- Mikail Zell – gitaar
- Stefan Zell – zang

Met
- Oliver Phillips – aanvullende zang
- Lasse Vänngård – percussie Hiding

## Muziek
| Nr. | Titel                   | Duur |
| --- | ----------------------- | ---- |
| 1.  | A House Of Plague       | 6:52 |
| 2.  | Bleeding                | 5:21 |
| 3.  | Taste Of Sand           | 6:02 |
| 4.  | Nothing More            | 4:11 |
| 5.  | Sleepy Town             | 4:13 |
| 6.  | Liar On The Mount       | 5:43 |
| 7.  | Hiding                  | 4:14 |
| 8.  | This Cold Heart Of Mine | 7:52 |
| 9.  | And She Slowly Dies     | 7:40 |